# Lipsothrix sylvia
Lipsothrix sylvia là một loài ruồi trong họ Limoniidae. Chúng phân bố ở miền Tân bắc.